# Wzgórek aksonu
Wzgórek aksonu (łac. colliculus axonis, ang. axon hillock) – miejsce na granicy perikarionu (somy) neuronu z aksonem. Neurony mają zazwyczaj tylko jeden akson (neuryt) wychodzący z ciała komórki właśnie w tym miejscu. We wzgórku i początkowym odcinku aksonu powstają potencjały czynnościowe (impulsy nerwowe).